# Bischöfliches Gymnasium Petrinum
Das Bischöfliche Gymnasium Petrinum ist eine katholische Privatschule der Diözese Linz mit über hundertjähriger Geschichte. Es befindet sich am Fuße des Pöstlingbergs im Linzer Stadtteil Urfahr. Grundbücherliche Eigentümerin ist die Diözesane Immobilien-Stiftung.

## Geschichte
Am 29. Juli 1895 wurde vom damaligen Bischof Franz Maria Doppelbauer der Spatenstich vorgenommen. Die offizielle Einweihung erfolgte mit der Grundsteinlegung am 2. Juli 1896 (dieser Grundstein war – wie der des Neuen Doms – aus dem Ölberg gebrochen). Bei der Fertigstellung 1897 als Collegium Petrinum maß das Gebäude eine Länge von 95,90 m, war 80 m breit und 22,5 m hoch, zudem hat das Gebäude 957 Fenster. Samt Einrichtung kostete das Knabenseminar zur Vorbereitung auf die Priesterlaufbahn der Diözese Linz 2.065.200 Kronen.
Das Petrinum begann sich sehr bald als hervorragendes Gymnasium zu etablieren, bereits im ersten Jahr im neuen Gebäude zählte das Knabenseminar 340 Studenten, die sich dafür entschieden hatten, später Priester zu werden. Am 9. Juni 1903 begrüßte der damalige Bischof Franz Maria Doppelbauer Kaiser Franz Joseph im Petrinum.
Während des Ersten Weltkrieges fungierte das Petrinum als Militär-Reservespital. Die Studierenden wurden während dessen in anderen Einrichtungen, wie zum Beispiel dem Stift Schlierbach, untergebracht. Am 17. September 1920 konnte die Ausbildung im Petrinum weiter gehen.
Nach dem Einmarsch der deutschen Truppen im Jahr 1938 ließ sich der Schulbetrieb zwar zuerst fortsetzen, alle Schüler mussten jedoch der Hitlerjugend beitreten. Im Juli wurde dem Petrinum endgültig das Öffentlichkeitsrecht entzogen und in der Schule kam das Militärkommando der 5. Division unter. Adolf Hitler, der Linz zu seiner Führerstadt „erheben“ wollte, plante, die Technische Hochschule Linz am Areal des Petrinums zu bauen und das bestehende Gebäude mit einzubeziehen.
Da sich der damalige Bischof Johannes Maria Gföllner weigerte, das Areal zu verkaufen, verfügte die Landeshauptmannschaft Oberdonau am 29. Februar 1940 die Enteignung des Hauses. Gegen diese Enteignung gab es kein Rechtsmittel. Es bestand allerdings die Möglichkeit, eine Entschädigungssumme durch das Gericht zu beantragen. Durch außerordentliches Geschick, großen Mut und persönlichem Einsatz durch Rechtsanwalt Josef Stampfl und den Vertreter der Diözese Franz Zauner, konnten geschickt vorgebrachte Einwände gegen die Höhe der Entschädigungssumme so lange hinausgezögert werden, bis das Ende des Nationalsozialismus gekommen war. Stampfl und Zauner konnten so verhindern, dass das Petrinum deutsches Eigentum wurde.
Das Petrinum blieb von Bomben verschont (lediglich das Freibad wurde zerstört). Als allerdings die Alliierten heranrückten, wurde das Gebäude wieder als Lazarett genutzt. Allererst marschierten Amerikaner im Gebiet von Urfahr und des Pöstlingbergs ein. Als kurz darauf allerdings die Rote Armee vorrückte, zogen sich die US-Soldaten zurück und das Petrinum wurde von den Russen besetzt. Diese zogen zwar nach weniger als einem Jahr wieder ab, hinterließen aber eine unübersehbare Spur der Zerstörung.
Im Herbst 1946 wurde der Schulbetrieb – zwar nur mit vier Klassen – wieder aufgenommen. Im Schuljahr 1950/51 gab es wieder – wie vor dem Krieg – acht Klassen und es konnte erstmals die Reifeprüfung abgehalten werden.
Nach dem Zweiten Vatikanischen Konzil gab es tiefgreifende Veränderungen. Unter anderem wurde von den Schülern nicht mehr erwartet, vorwiegend geistliche Berufe zu ergreifen.
1972 wurde die vormals nur als humanistisches Gymnasium geführte Bildungsanstalt „liberalisiert“ und es war den Schülern von da an möglich, ab der fünften Klasse (9. Schulstufe) zwischen humanistischem und neusprachlichem Zweig zu wählen (Wahlmöglichkeit zwischen Altgriechisch und Französisch).
Im Jahr 1983 musste die Schule aufgrund von rückläufigen Schülerzahlen auch für externe Schüler öffnen. Bis zu diesem Zeitpunkt wurde das Petrinum als reine Internatsschule geführt.
Zehn Jahre später war der Schülermangel jedoch abermals so groß, dass über eine Veränderung nachgedacht wurde. Man kam zu dem Entschluss, auch Mädchen zuzulassen.
Seit 1995 organisieren die 7. Klassen den alljährlichen Petriner Sommerball für die jeweiligen Maturanten.
1999 wurde der Internatsbetrieb eingestellt (Internatsschüler bekamen Wohnmöglichkeiten in Linz angeboten) und im Zuge dessen wurde das Bischöfliche Gymnasium Kollegium Petrinum in Bischöfliches Gymnasium Petrinum umbenannt. Zur gleichen Zeit wurde auch die Regentie aufgelöst, die Agenden des Regens wurden auf die Direktion und Verwaltung übertragen. Ebenso wurde der Spiritual entpflichtet, aber gleichzeitig als neuer Schulseelsorger bestellt.
Zur Zeit der Papstwahl 2005 war das Petrinum auch deshalb in den Medien präsent, weil Papst Benedikt XVI. bei seinen Oberösterreichbesuchen (noch als Kardinal) mehrmals in den alten Gemäuern nächtigte.

## Anlage

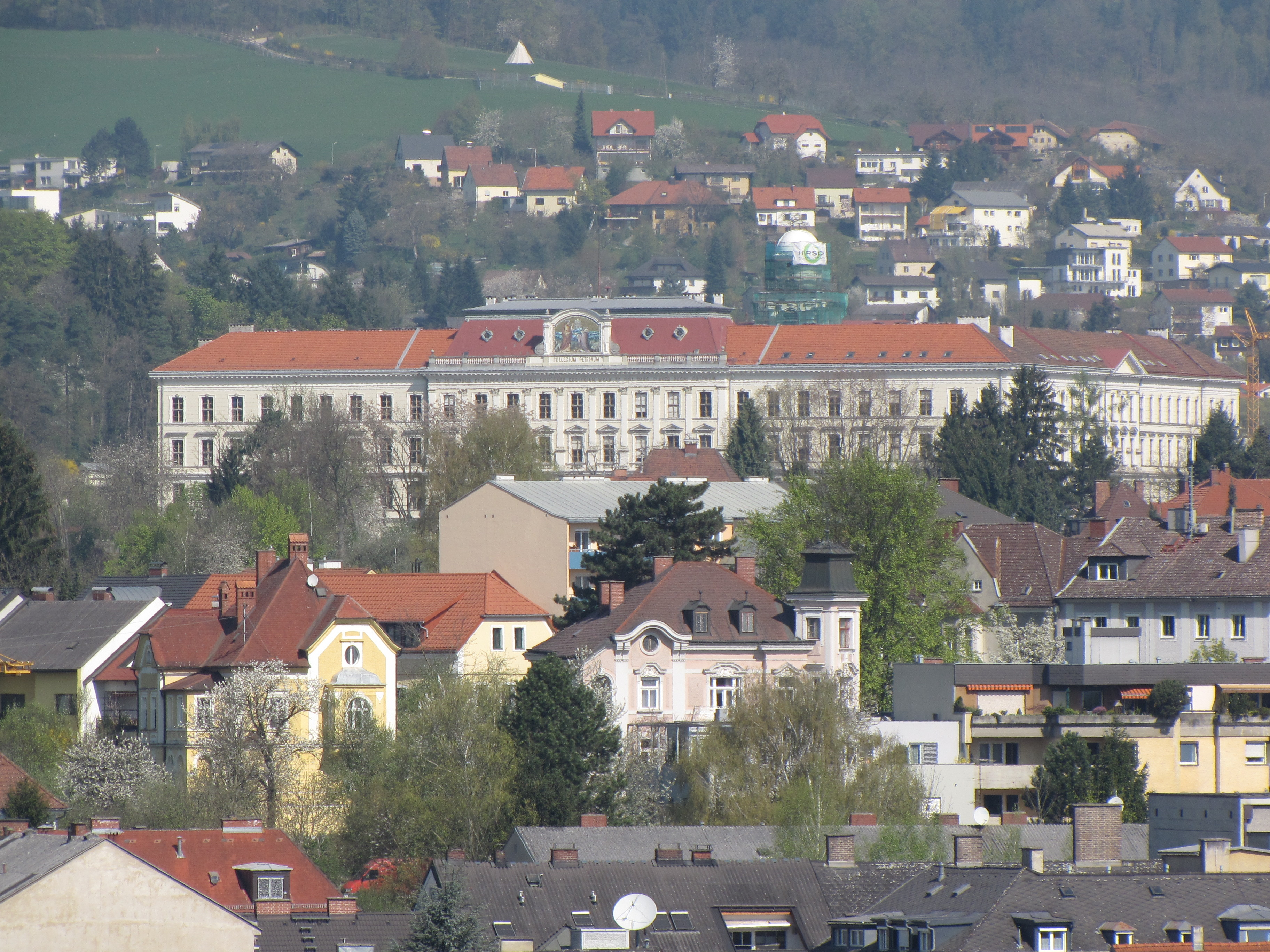
Blick vom Linzer Schlossberg auf das Petrinum

Auf dem Gelände des Petrinums befinden sich auch mehrere Anbauten, wie das 2009 komplett sanierte Studentenwohnheim mit Kellerbar und ein Wohnhaus, in welchem u. a. Angestellten des Petrinums Wohnungen zur Verfügung gestellt werden.
Das Sportareal der Schule ist mit vier Fußball-, zwei Faustball-, zwei Beachvolleyball-, zwei Volleyball-, zwei Streetball-, drei Tennisplätzen, vier Sprintbahnen, einer Kugelstoßanlage, einer Weitsprunganlage, zwei Kletterwänden, einer Eisstocksportfläche, einem Turnsaal, einem Gymnastikraum und einem Hallenbad, eines der größten aller Linzer Schulen.
Das Gebäude wird heute außerdem unter anderem von der Anton Bruckner Universität, von der Johannes Kepler Universität, von der Altenbetreuungsschule Oberösterreich und von diversen privaten Firmen genutzt.

### Sakralräume
Im Petrinum gibt es zwei Kapellen (Studentenkapelle und Volkskapelle), ein kleinerer Andachtsraum im Turm und ein Meditationsraum im Neubau. Die Studentenkapelle in den Obergeschoßen des Nordtraktes wurde ganz erneuert. Ein Relief Hl. Maximilian tauft Heiden schuf von 1927 bis 1931 der Bildschnitzer Josef Furthner. Die Glasfenster malte 1968 Rudolf Kolbitsch, wie auch 1969 die drei Wandteppiche Rosenkranzgeheimnis, Fastentuch und Pfingsten.

### Sternwarte
Die Sternwarte des Petrinums wurde im Zuge der Fassaden- und Dachsanierung im Jahr 2009 wieder aktiviert, nachdem sie viele Jahre ungenutzt und in baulich schlechtem Zustand war. Die Kuppel wurde erneuert und mit einem neuen Fernrohr (einem apochromatischen Refraktor mit 203 mm Öffnung und 1800 mm Brennweite) ausgestattet. Die Sternwarte steht den Petriner Schülern im Rahmen des Physik-Unterrichts, aber auch anderen Institutionen, zur Verfügung.

## Schulbetrieb
Das Schulgeld beträgt 115 € pro Monat (zehnmal pro Jahr), wobei für Geschwister oder sozial Benachteiligte das Schulgeld reduziert beziehungsweise ganz erlassen werden kann.
Am Ende des Schuljahres wird von den siebten Klassen traditionell der Petriner Sommerball veranstaltet, der als Maturaball für die achten Klassen angesehen wird. Im repräsentativen Festsaal findet jährlich eine Schultheateraufführung statt.
An drei Sonntagen im Jahr (Advent, Fastenzeit, Mai) gibt es die Möglichkeit, an vormittäglichen Hausmessen in der Studentenkapelle teilzunehmen, bei denen es nach der Messfeier sowohl inhaltliche (diverse Ausstellungen, Vorträge etc.) als auch kulinarische Angebote gibt. Vier Mal jährlich findet die Petrinermesse freitagabends statt.

## Bischöfliche Kommissäre, Regenten und Direktoren
- Stefan Hametner, Direktor seit 2023[8]
- Klemens Keplinger, Direktor von 2013 bis 2023
- Franz Asanger, Direktor von 2000 bis 2013.
- Klaus Dopler, Regens von 1991 bis 1999
- Franz Eiblhuber, Direktor und gleichzeitig Regens von 1931 bis 1950
- Pater Lambert Guppenberger, Direktor von 1896 bis 1900[9]
- Josef Maria Hackl, Regens von 1983 bis 1987, Direktor und gleichzeitig Regens von 1987 bis 1991
- Josef Honeder, Direktor von 1991 bis 1996
- Josef Humer, Direktor und gleichzeitig Regens von 1968 bis 1983, anschließend noch Direktor bis 1987
- Monsignore Josef Kolda,[10] Bischöflicher Kommissär von 1907 bis 1919
- Martin Kühberger, Regens 1949 und 1950
- Franz Natschläger, Direktor 1949 und 1950
- Johann Reitshamer, Direktor und gleichzeitig Regens von 1950 bis 1968
- Wilhelm Schöggl, Direktor von 1996 bis 2000
- Monsignore Josef Schwarz, Bischöflicher Kommissär von 1898 bis 1907
- Johann Zöchbaur, Direktor von 1900 bis 1931 und gleichzeitig Regens von 1919 bis 1931

## Bekannte Schüler und Absolventen
- Josef Aigner (1884–1947) – oberösterreichischer Landesbeamter und Politiker
- Alois Brandstetter (* 1938) – österreichischer Schriftsteller und Philologe
- Albert Fuchs (1937–2010) – römisch-katholischer Priester, Theologe und Hochschullehrer
- Hubert Gaisbauer (* 1939) – österreichischer Autor und Hörfunkabteilungsleiter
- Johann Gruber (1889–1944) – oberösterreichischer Priester und herausragende Persönlichkeit des Widerstands gegen den Nationalsozialismus
- Rudolf Habringer (* 1960) – österreichischer Schriftsteller, Journalist, Kabarettist und Pianist
- Rupert Hartl (1921–2006) – oberösterreichischer Landtagsabgeordneter und später Landesrat und Landeshauptmann-Stellvertreter
- Karl Häupl, (1893–1960) – österreichischer Zahnarzt und Hochschullehrer
- Johann Hofer (Politiker, 1940) (* 1940) – oberösterreichischer Politiker und Versicherungskaufmann
- Hans Kinzl (1898–1979) – österreichischer Geograph und Hochgebirgsforscher
- Günter Klambauer (* 1982) – österreichischer Bioinformatiker
- Hermann Kraft (* 1941) – österreichischer Nationalratsabgeordneter
- Augustinus Franz Kropfreiter (1936–2003) – österreichischer Komponist aus Hargelsberg
- Hannes Leopoldseder (1940–2021) – Intendant des ORF-Landesstudio Oberösterreich und Informationsintendant des ORF
- Josef Pühringer (* 1949) – oberösterreichischer Landeshauptmann (besuchte drei Jahre das Gymnasium)
- Franz Rieger (1923–2005) – österreichischer Schriftsteller
- Theophil Ruderstaller (1906–1946) – oberösterreichischer Kapuziner-Pater und China-Missionar
- Manfred Scheuer (* 1955) – Bischof der Diözese Linz (Matura 1974)
- Johann Steinbock (1909–2004) – Stadtpfarrer von Steyr, NS-Gegner und KZ-Häftling in Dachau 1942–1945 (Matura 1928)
- Johann Sattler (1969) – Botschafter (Matura 1987)
- Matthias Spanlang (1887–1940), Priester und NS-Gegner, ermordet im KZ Buchenwald (Matura 1907)
- Josef Stockinger (* 1958) – Abgeordneter zum oberösterreichischen Landtag und Landesrat
- Alois Wagner (1924–2002) – Erzbischof in Rom und Weihbischof der Diözese Linz
- Gerhard Maria Wagner (* 1954) – Pfarrer von Windischgarsten (Diözese Linz) (Matura 1972)
- Erwin Wenzl (1921–2005) – oberösterreichischer Landtagsabgeordneter und später Landesrat und Landeshauptmann
- Peter Paul Wiplinger (* 1939) – österreichischer Schriftsteller, Lyriker und Fotograf